# Земля потерпає
«Земля потерпає» (англ. Earth Abides) — американський постапокаліптичний науково-фантастичний роман Джорджа Р. Стюарта 1949 року. У романі розповідається про падіння цивілізації від смертельної хвороби та появу нової культури з простішими інструментами. Дія розгортається в 1940-х роках у Берклі, Каліфорнія, а історія розповідається Ішервудом Вільямсом, який виривається з ізоляції в горах і знаходить майже всіх мертвими.
Роман «Земля потерпає» виграв першу Міжнародну премію фентезі в 1951 році. У 1987 і 1998 роках він був включений до списку найкращої наукової фантастики всіх часів журналу Locus і був номінантом на внесення до Зали слави Prometheus. У листопаді 1950 року він був адаптований для радіопрограми CBS «Втеча» як двосерійна драма з Джоном Денером у головній ролі.

## Сюжет

### «Частина I: Світ без кінця»
Під час роботи над дипломною роботою з географії в горах Сьєрра-Невада Іша кусає гримуча змія. Лікуючись від укусу в каюті, він захворів на хворобу, схожу на кір, і втрачав свідомість. Зрештою він одужує і повертається до цивілізації, щоб виявити, що вона повністю занепала після того, як більшість людей померли від тієї ж хвороби. Він вирішує поїхати додому в Берклі, Каліфорнія. У місті неподалік від свого дому Іш зустрічає кількох людей, що вижили, а також зустрічає доброзичливу та нетерплячу собаку, яку він називає Принцесою, яка швидко приймає Іша як свого нового господаря. Він вирушає в подорож по країні, подорожуючи аж до Нью-Йорка й назад, шукаючи по ходу їжу та паливо. Подорожуючи, він знаходить невеликі групи тих, хто вижив, але має сумніви щодо здатності людства пережити втрату цивілізації.
Іш повертається додому в Каліфорнію. Прочитавши Екклезіаста, він розуміє, що кинув своє життя на сміття, а потім знаходить жінку Емму, яка живе неподалік. Вони погоджуються вважати себе одруженими і мати дітей. До них поступово приєднуються інші вижилі. З часом електрика зникає, і комфорт цивілізації зникає. У міру того, як діти ростуть, Іш намагається прищепити їм базові знання, навчаючи читання, письма, арифметики та географії, але це йому майже не вдається через відсутність інтересу з боку інших.
У ці роки народжується багато дітей, у тому числі Джої, молодший і улюблений син Іша. Джої дуже схожий за своєю природою на Іша, оскільки він демонструє вроджений інтелект і цікавість до світу до епідемії. Це змушує Іша повірити, що Джої є ключем до майбутнього.

### «Частина ІІ: Рік 22»
Через двадцять два роки громада процвітає, а молоде покоління легко адаптується до більш традиційного світу. Вони починають краще розуміти світ природи, ніж дорослі, і коли проточна вода не працює, молоде покоління приходить на допомогу, знаючи, де можна знайти поточні струмки. Іш переключає свою увагу з екології на своє новостворене суспільство, і він помічає, що діти стають дуже забобонними. Одного разу Іш просить свій молоток, який він зазвичай носить із собою, і виявляє, що діти бояться його торкатися, оскільки для них це символ давніх часів; на давно померлих «американців» старого світу тепер дивляться як на богів, включаючи Іша.
Старші хлопці повертаються з подорожі по пересіченій місцевості з незнайомцем на ім'я Чарлі, який наражає плем'я на черевний тиф, який вбиває багатьох, у тому числі Джої. Через свій відчай Іш змушений дивитися в майбутнє з іншими очікуваннями та надіями. Його прагнення відновити цивілізацію до її первісного стану замінено більш скромним, практичним бажанням просто передати кілька основних навичок виживання; наприклад виготовлення луків і стріл, які, на думку дітей, є чудовими іграми.
Минають роки, громада починає вирощувати кукурудзу. Іш головує на зборах, його молоток є символом його статусу. Хоча його поважають, молоді люди ігнорують багато його ідей.

### «Частина III: Останній американець»
Більшу частину свого літнього життя Іш проводить у тумані, не знаючи світу. Час від часу туман у його свідомості розвіюється. Одного разу він виявляє, що перед ним стоїть його правнук Джек. Джек розповідає йому, що лук і стріли стали надійніше рушниці, патрони до якої не завжди спрацьовують. Джек також згадує, що різнокольорові наконечники стріл, які він зробив, сам того не знаючи, з кількох номіналів монет, придатні для полювання на різну дичину. Іш вважає цю віру забобонною, але вирішує, що було б марно оскаржувати її. Іш розуміє, що колишня цивілізація тепер повністю зникла і не буде відновлена найближчим часом. Він починає примирятися з тим, як все змінилося. Коли Іш помирає, молодші люди наполягають, щоб його молот передали у спадок. Іш вибирає Джека.

## Персонажі
Ішервуд Вільямс (Іш) — аспірант Берклі, вивчає географію місцевості в горах десь у Каліфорнії. У книзі його іноді називають «Останнім американцем». Іш стає лідером громади, вона ж «плем'я», як він вважає, завдяки своєму інтелекту. Його прізвисько Іш є очевидним посиланням на Іші, «останнього дикого індіанця». Іш також є словом «людина» на івриті.
Емма (Ем) — жінка, яку Ішервуд зустрічає у своєму рідному місті. Можливо, автор ризикнув із цією персонажкою, яка, принаймні частково, афроамериканка, тоді як Ішервуд білий; коли була написана книга, міжрасові шлюби в американському суспільстві сильно не заохочувалися. Ішервуд таки одружується на ній, бо для стосунків пари расова приналежність не має значення. Ем («мати» на івриті) стає матір'ю спільноти, дозволяючи їй розвиватися як завгодно, але втручається, щоб допомогти, коли ніхто інший не виконує керівну роль. Вона доросла, в той час як інші панікують, а Іш вважає її «матір'ю народів». У старості вона не погоджується з Ішем щодо прохання меншої спільноти, відомої як Інші, приєднатися до Племені. Іш спочатку виступає проти цієї ідеї, але Ем підтримує її, і Іш змінює свою думку.
Езра зустрічає Емму та Іша під час подорожі Берклі, він був колишнім продавцем алкогольних напоїв та іммігрантом з Йоркшира, Англія. Він їм подобався, але вони боялися ускладнень любовного трикутника, тому спонукали його піти. Він повернувся з Моллі та Джин, своїми дружинами. Іш цінує Езру як хорошого суддю щодо людей, кажучи: «Езра знав людей, Езра любив людей».
За фахом Джордж столяр. Джордж не має інтелектуального розуму, але стає майстром на всі руки, здатним будувати, ремонтувати чи підтримувати обмежену інфраструктуру невеликої громади.
Еві — «напівдоросла дівчина», яку Езра знайшов живою «в убогості й самоті». Здається, у неї психічне захворювання, і всі інші піклуються про неї та забезпечують її. Іві стає привабливою молодою жінкою, але в племені є правило, що коли діти виростуть, ніхто не одружиться з нею — вона цього не зрозуміє, а її психічний стан може бути спадковим.
Джої — молодший син Іша та Ем. З усіх дітей племені він єдиний, хто по-справжньому розуміє академічні навички, яким намагається навчити Іш — геометрію, читання, географію. Він помирає під час спалаху черевного тифу.
Чарлі — незнайомець, який приїжджає з Лос-Анджелеса після того, як двоє «хлопців» (друге покоління) відправляються в розвідувальну експедицію на відремонтованому джипі, щоб побачити, що залишилося від Америки. Відразу після його прибуття Іш та Езра починають підозрювати Чарлі та те, ким він може бути. Їхні підозри підтверджуються через день, коли Чарлі помічає Еві. Він також відкриває Езрі після того, як сильно випив, що мав багато хвороб «Купідона». Іш сперечається з Чарлі щодо Еві, Чарлі зневажає і кидає виклик авторитету Іша як лідера. Виявляється, що Чарлі носить прихований пістолет, і його поведінка показує, що до епідемії він, ймовірно, був жорстоким злочинцем. У результаті Іш, Ем, Езра та Джордж обговорюють, що робити з Чарлі заради безпеки громади, вигнання чи страта. Чарлі є носієм епідемії тифу, яка заражає громаду.
Джек — правнук Іша. Він молодий чоловік, який полює зі стрілами, які сам робить. Джек впевнений у собі, розумний і потенційний лідер, і Іш бачить у ньому щось від Джої; хоча він має переконання, які Ішу здаються забобонними та наївними. Як і інші представники його покоління, Джек вважає, що старий молоток Іша є чимось дуже важливим для Племені. Він ризикує своїм життям, заходячи в палаючий будинок, щоб забрати молоток. Трохи пізніше, коли Іш вмирає, молоді люди хочуть дізнатися, кому тепер буде належати молоток, і Іш вибирає Джека.

## Основні теми

### Біологічний контроль популяції
На титульній сторінці Стюарт одразу починає тему, цитуючи Екклезіаста 1:4 — «Люди йдуть і приходять, а земля стоїть». У першій половині твору «Земля потерпає» Джордж Р. Стюарт зосереджується на головній темі книги, що люди не мають привілейованого місця в природі та не захищені від вбудованого природою контролю за популяцією. Головний герой, географ, прямо стверджує: «Коли чогось стає занадто багато, його, ймовірно, вразить якась чума».
На першій сторінці Стюарт розповідає читачам, як зараза може дуже швидко покласти край людству:
"Якщо раптом внаслідок мутації виникне смертоносний штам вірусу... він може, завдяки швидкому транспортуванню, яким ми потураємо сьогодні, потрапити в найвіддаленіші куточки планети і спричинити смерть мільйонів людей." W. M. Stanley, in Chemical and Engineering News, December 22, 1947.
На кількох сторінках він чітко пояснює, що основи біології також застосовуються до людей:
"Деякі зоологи навіть запропонували біологічний закон: кількість особин виду ніколи не залишається постійною, а завжди зростає і падає - чим вища тварина і чим повільніший темп її розмноження, тим довший період коливань [...] Що стосується людини, то мало підстав думати, що вона зможе в довгостроковій перспективі уникнути долі інших істот, і якщо існує біологічний закон потоку і рефлюксу, то її становище зараз дуже небезпечне....Біологічно людина надто довго котить безперервну смугу з сімок."

### Вплив меншої популяції
Рецензент Ноель Перрін зазначив, що Джордж Р. Стюарт написав дві книги до цього, в яких головним героєм була не людина, а «природна сила». У «Шормі» головний герой — погода, а у «Пожежі» — лісова пожежа.
Таким же чином Стюарт зосереджує першу половину роману «Земля потерпає» на силах природного та штучного відбору. Звільняючи ландшафт від людей, половина книжки присвячена розгляду того, як змінився б світ за їхньої відсутності. Стюарт вирішив зробити свого головного людського героя екологом і відправив його в подорож по країні, щоб побачити, яким є світ без людей. Оскільки тварини та рослини більше не мають людей, які піклуються про них або контролюють їх, вони можуть вільно розмножуватися безконтрольно та полювати одне на одного. Головний герой бачить, що одні так довго були під владою людей, що вони безпорадні перед обличчям змін, а інші все ще здатні адаптуватися та вижити. Стюарт показує, що люди регулярно впливають на життя майже всіх рослин і тварин навколо них.
Ще одна тема книги — що відбувається з людськими навичками, коли населення зменшується. Рецензент Лайонел Шрайвер зазначає цю тему в статті про літературу, яка розповідає про вимирання людства:
Але коли Стюарт відстежує життя трьох поколінь після чуми, він наочно демонструє, що розвинена цивілізація залежить від чисельності. Зменшіть расу до розмірів маленького містечка, і скільки мешканців пам'ятатимуть, як робити пластик? Останні американці розкрадають консерви (не зважаючи на термін придатності), грамотність атрофується, електричні та водопровідні системи виходять з ладу. Зрештою, громада повертається до своїх предків-мисливців-збирачів.
Другу половину своєї книги Стюарт використовує, щоб показати, що якщо людей стане менше, їм буде важко продовжувати цивілізацію, якою ми її знаємо. Читання стає жертвою.
Суспільство настільки мале, що смерть одного його члена - маленького хлопчика на ім'я Джої - може визначити на багато поколінь вперед, чи буде нове суспільство грамотним, чи ні... На думку Іша, кожна нова дитина - це свічка, запалена проти темряви.
Якщо навички та звичаї не спрацьовують у новій ситуації, вони відмирають, або відмирають ті, хто їх дотримується. Діти природно пристосовуються до нової ситуації, і негайно корисні звичаї та навички їм цікавіші, ніж читання і письмо. Інформація в бібліотеках не приносить користі протягом життя одного покоління.
Один із звичаїв, який, за прогнозами Стюарта, може зникнути, — це расизм. Коли буде менше партнерів, людство не зможе дозволити собі бути надто перебірливим у виборі партнера чи партнерки.
Ще одне питання, яке він піднімає, — як функціонуватиме правопорядок, коли законодавці, суди та правоохоронці зникнуть. Навіть закони не матимуть імунітету від тиску, спрямованого на виживання. Один з персонажів книги вигукує: «Які закони?», коли їм доводиться вирішувати долю чужинця. Стюарт показує, як люди можуть почати турбуватися про потенційну шкоду, а не про справедливість, коли мають справу з чужинцями.

### Біблійна тема: наповнення Землі
Дослідивши знелюднену Землю, Стюарт зміщує свій тематичний фокус у частинах 2 і 3 з біологічної теми падіння населення на біблійну тему заселення світу.
У рецензії на книгу 1949 року йдеться, що «Земля потерпає» — це паралель з двома біблійними історіями, які показують, що людство поширюється та заселяє світ:
...ця подвійна тема стара, як Буття... Не потоп, а швидка і смертельна нова хвороба знищує весь людський рід, за винятком небагатьох. Іш (від "Ішервуд") є Ноєм цієї "Великої катастрофи".  Коли матеріальна цивілізація починає руйнуватися, Іш поступово перетворюється на своєрідного Адама, який неминуче знаходить свою Єву, Ем (від "Емма"), розсудливу жінку з негритянською кров'ю, і природа бере свій відпрацьований часом курс. Іш вітає Ем як "Матір націй".
Стюарт, який спеціалізувався на значеннях імен, вибрав імена на івриті, які мають відповідні значення для біблійної теми; ця пара, яка відновлює людське плем'я, символічно є "чоловіком "і «матір'ю». За часів Стюарта більшість словників івриту стверджували, що Ish означає «людина» (хоча більш точний англійський еквівалент — «учасник»), а Em означає «мати». Обидва терміни займають важливе місце в біблійній історії про Адама і Єву: Іш у Бутті 2:23, а Ем у Бутті 3:20.
Окрім давньоєврейських імен у «Земля потерпає», історія також має спільний із біблійною традицією символ — змія. Іш зустрічає гримучу змію; до цієї події він є частиною більшої цивілізації. Після того, як вона його кусає, його світ змінюється так само, як змія змінює світ Адама в історії «Буття». Адам втрачає рай, а Іш знаходить цивілізацію мертвою.
Окрім біблійного походження Іша, існує ще одна історія про занепад цивілізації, яку Джордж Р. Стюарт міг взяти до уваги, історія про Іші, якого в той час, коли Стюарт писав, вважали останнім із свого племені, який жив у Берклі, де пізніше викладав Стюарт. Іш дуже схожий на Іші, і це також означає «людина» мовою особи, чиє плем'я було мертве. Історія Іші схожа на історії «Буття» та роману «Земля потерпає», розповідаючи про людину, яка має адаптуватися до мінливого світу.

## Жанр і стиль
«Земля потерпає» належить до піджанру апокаліптичної наукової фантастики про всесвітню чуму, яка майже знищила людство. Серед інших прикладів — «Остання людина» Мері Шеллі (1826), «Червона чума» Джека Лондона (1912), «Штам Андромеди» Майкла Крайтона (1969) і «Стойка» Стівена Кінга (1978).
«Земля потерпає» також вписується в «постапокаліптичний» піджанр. Він був опублікований у 1949 році, через чотири роки після закінчення Другої світової війни та на перших етапах холодної війни. Хоча постапокаліптична фантастика зараз досить поширена, «Земля потерпає» явно передує багатьом подібним відомим романам, зокрема «Бувай, Вавилоне» (1959), «Кантика за Лейбовіцем» (1960) і «Останній корабель» (1988). Однак серед інших йому передували «Машина зупиняється» (1909) та «Спустошення» Рене Баржавеля (Ravage, 1943).
Загальною темою постапокаліптичних творів є: «А що, якщо світу, який ми знаємо, більше не існує», і кожна з цих книг малює різну картину майбутнього. «Земля потерпає» досліджує такі питання, як структура сім'ї, освіта, сенс і мета цивілізації, а також основна природа людства — особливо щодо релігії, забобонів і звичаїв. Як це було написано на початку холодної війни, у ньому бракує деяких загальних постапокаліптичних умов, які можна знайти в пізніших романах: немає воєначальників чи банд байкерів (як у «Шалений Макс»), немає страху перед атомною зброєю чи радіацією, і немає мутантів або ворогуючих племен (як у «Кантиці за Лейбовіцем»). Коли головний герой у романі «Земля потерпає» подорожує країною, він не помічає жодних ознак насильства чи громадських заворушень під час періоду чуми. Багато районів, здається, були евакуйовані, і лише в лікарнях або поблизу них є велика кількість трупів.

## Рецензії
За даними WorldCat.org, було опубліковано 28 видань «Земля потерпає» англійською мовою. Книга видавалася кожне десятиліття з 1949 по 2008 рік.
У 2003 році Джеймс Салліс в Boston Globe написав:
Зауважте, це книга, яку я поставив би не лише серед найкращих творів наукової фантастики, але й серед найкращих наших романів. Кожного разу, коли я читаю її, я відчуваю глибокий вплив, такий, який справляє на мене лише найбільше мистецтво - скажімо, Улісс, Матісс чи симфонії Бетховена. Епічний за розмахом, зосереджений на особі Ішервуда Вільямса, "Земля потерпає" є своєрідною антиісторією, що розповідає історію людства у зворотному напрямку, від дедалі більш абстрактної цивілізації до кам'яного примітивізму.
Дивовижний рецензент П. Шуйлер Міллер визначив роман одним із перших щодо «молодої та малозрозумілої науки, науки про екологію». Міллер похвалив Стюарта за «складність деталей, з якими він опрацював свою екологічну проблему» і за те, що він писав «тихо, з дуже невеликою кількістю піків мелодрами, які здаються необхідними в популярній художній літературі».
Про це згадувалося в серйозному огляді сучасної наукової фантастики «Сучасна наукова фантастика» Августа Дерлета у виданні College English за січень 1952 року. Дерлет назвав твір «чудовим прикладом» «утопічної теми» «відбудови після Голокосту, залишивши мало тих, хто вижив».
Його було описано як переконливу відповідь на запитання «Що таке людина» у жовтневому виданні Current Anthropology за 1973 рік. У статті «Антропологія та наукова фантастика» розглядається природа наукової фантастики та її зв'язок із розумінням людей. Журнал зробив висновок про роман «Земля потерпає», що він показує… «Людина є людина, незалежно від того, цивілізована вона чи племінна. Стюарт показує нам, що племінна культура полювання є такою ж важливою та реальною для її членів, як цивілізація для нас».
У статті «Американського кварталу» «Літературний регіоналізм Каліфорнії», осінь 1955 року, Джордж Р. Стюарт розглядається як «гуманіст у старому класичному розумінні. Його романи „Буря, вогонь“, „На схід від велетнів“, „Земля потерпає“ демонструють складний взаємозв'язок топографії, клімату та людського суспільства, а їхній загальний тон — об'єктивний та оптимістичний».